# Марчани
45°44′ пн. ш. 16°31′ сх. д. / 45.74° пн. ш. 16.52° сх. д.
Марчани (хорв. Marčani) — населений пункт у Хорватії, у Б'єловарсько-Білогорській жупанії у складі міста Чазма.

## Населення
Населення за даними перепису 2011 року становило 103 осіб.
Динаміка чисельності населення поселення: